# 土手町 (弘前市)
土手町（どてまち）は、江戸期から現在にかけての青森県弘前市の地名。郵便番号は036-8182。2017年6月1日現在の人口は514人、世帯数は274世帯。

## 地理
弘前市の中心市街地に属する。青森県道260号石川百田線・青森県道3号弘前岳鰺ケ沢線沿い、南東から北西に斜めに伸び、南端は土手町と松森町と大町の交差点から始まり一番町に至る筋道の町。
土手町内を上土手町・中土手町・下土手町と三分しても呼ばれ、松森町寄りが上土手町、土淵川をまたぐ蓬莱橋から先が下土手町、その中間が中土手町と呼ばれる。中土手町と言われるのは青森県道127号石川土手町線の終点、そして代官町方面から来る青森県道3号の交差点から先で、下土手町のスクランブル交差点を直進した一番町の交差点まで一方通行になる。それゆえ、弘南バスの一部の路線は往路・復路が一部異なる路線もある。また、多くの路線バスは当地を経由して運行される。元々職人が多くいた職人町で、現在は多くの商業施設が並ぶ東北地方有数の繁華街を形成している。

## 歴史
古くは寛永末年頃に町屋として町割され（津軽弘前城之絵図）、173軒の町屋があったとされる。1649年（慶安2年）の弘前古御絵図によれば、町名は記されてはいないが64軒の町屋が並び、職種は大工・鍛冶屋・桶屋・銀屋・室屋・居鯖など。商家では大坂屋・輪嶋屋・江戸屋など屋号のあるものが多く、ほかに煙草屋・酒屋など商工入交じりの町を形成したとされる。

### 沿革
- 江戸期 - 弘前城下の一町。
- 明治初年〜明治22年 - 弘前を冠称。
- 1889年（明治22年） - 弘前市に所属。

## 交通
- 弘南バス
  - 上土手町、市立病院前、土手町十文字、青銀土手町支店前、中土手町、蓬菜橋、下土手町(1)（土手町循環100円バス）停留所。
  - 上代官町、土手町十文字、上土手町(1)(2)（弘前 - 大鰐・碇ヶ関線、他）停留所。

このほか、町域外ではあるが、弘南鉄道中央弘前駅も徒歩圏内にある。

## 施設

### 医療
- スーパードラッグアサヒ調剤薬局
- 弘前市薬剤師薬局土手町
- 審美会梅原歯科医院

### 福祉
- 聖誠会デイサービスセンター土手町

### 商業
- 金正堂本店
- かさい家具
- ピザハット弘前店
- 弘前ドライ土手町営業所
- ルネスアリー
- 平山萬年堂
- 利研刃物店
- アサヒ会館

など

### 宿泊
- 弘前パークホテル
- 弘前東栄ホテル
- スーパーホテル弘前

### 金融
- 東奥信用金庫本店
- 青森みちのく銀行下土手町支店・大学病院前支店

### 公共
- 弘前市まちなか情報センター

## 小・中学校の学区
市立小・中学校に通う場合、学区は以下の通りとなる。
| 大字   | 番地 | 小学校             | 中学校             |
| ------ | ---- | ------------------ | ------------------ |
| 土手町 | 全域 | 弘前市立大成小学校 | 弘前市立第三中学校 |

## 催事
- 1月上旬 - 弘前消防団出初式。
- 4月下旬・5月上旬、弘前さくらまつりの2日間 - じょっぱれ弘前春ねぷた。
- 6月下旬 - よさこい津軽。
- 8月上旬 - 弘前ねぷたまつり土手町コース。
- 9月上旬 - カルチュアロード。

上記の期間は、弘南バスの路線の一部は、枡形・南瓦ヶ町・徒町経由で運行される。